# Polanski y el Ardor
Polanski y el Ardor (a veces escrito Polansky y el Ardor, por ejemplo en la portada de su único álbum) fue un grupo musical español formado en Madrid en 1981, en el contexto de la movida madrileña. Su nombre hace referencia al director de cine Roman Polański. El grupo se convirtió en uno de los mayores representantes del punk español de la época.

## Componentes
Tras varios cambios en la formación ésta se estabilizó en 1982:
- Víctor Manuel Muñoz Vázquez: voz y guitarra eléctrica.
- Sebastián Durán Limas: bajo eléctrico.
- Pejo: batería.
- Carlos Álvarez Coto: saxofón y teclados.

Esta formación es la que grabó todos los vinilos publicados por Polanski y el Ardor mientras estuvieron en activo. Con el grupo también colaboraron otros músicos, como Ramón Guzmán, Enrique Siera, Poch, Solrac, José Manuel Kentucky, Justo Bagüeste, Txeles Albizu, Carlos Torero y Juan C. González "Rocky".

## Historia
Su música podría situarse dentro del rock / post-punk psicodélico y siniestro. Y con el toque diferente que daba la presencia de un saxofón. Sus letras eran a veces irónicas, a veces absurdas.
Polanski y el Ardor consiguieron llamar la atención del sello Spansuls Records, con quienes mantuvieron contactos y para quienes grabaron unas maquetas que acabaron siendo publicadas a finales de 1982 en un maxisencillo titulado Ataque preventivo de la URSS, que a la postre sería el mayor éxito del grupo, y que también incluía Y no usa laca y Chantaje emocional.
En 1982 consiguieron el primer premio del II Concurso de Rock Madrid-Región, organizado por la Diputación Provincial de Madrid. Gracias a este premio firmaron un contrato con el sello discográfico Ariola.
Ya en 1983 Polanski y el Ardor publicaron con su nueva discográfica su único álbum, Chantaje emocional. El disco fue producido por Paco Trinidad. Se extrajeron dos sencillos: Ataque preventivo de la URSS, con Ahora que mis sueños van cayendo uno por uno en la cara B, y Chantaje Emocional, con Cruzando el Rubicón en la cara B y un maxisencillo: Bailando en el Alambre y Por las calles vacías en la cara B junto con Chantaje Emocional.
El grupo inició una gira de presentación del disco por España, que se prolongó hasta 1984. La discográfica Ariola había desechado las maquetas que el grupo había grabado con Peter McNamee para su segundo disco, que en principio se iba a publicar en el propio 1984. Eso provocó que finalmente el grupo tomara la decisión de poner el punto final a su andadura, a mediados de año.
Ya con el grupo disuelto, la discográfica Musicra Records publicó en 1984 un disco homenaje al programa radiofónico Esto no es Hawaii en el que fueron incluidas dos canciones de Polanski y el Ardor: una primera versión de Ataque preventivo de la URSS titulada El preventivo y una canción inédita, La noche.
En 2006 Recordings From The Other Side, subsello de Everlasting Records, publicó una caja recopilatoria con dos CD y un DVD en la que bajo el título Bailando en el alambre se incluyó todo tipo de material del grupo: sus canciones publicadas, grabaciones en el local de ensayo, las maquetas de lo que iba a ser un nuevo disco, canciones en directo, además de un par de actuaciones grabadas en vídeo.

## Grupos relacionados
Tras su aventura en Polanski y el Ardor, Víctor Vázquez colaboró con Clónicos como compositor, letrista, cantante y/o guitarrista invitado. También formó parte de Kalimpong Trío (junto a Merran Laginestra y Markus Breuss). Pejo, el batería, formó parte de Malicia Cool junto con Sebastián Duran y Alicia Navarro. Ramón Guzmán, que perteneció al inicio de su carrera al grupo, formó tras su abandono el grupo Sector B, aventura que tuvo una breve existencia.
Las canciones de Polanski y el Ardor han sido versionadas por varios grupos españoles, como El Niño Gusano (Las venas de mi amigo están ardiendo), Amphetamine Discharge y Conservantes Adulterados (Ataque preventivo de la URSS), Cycle (Ataque preventivo de la URSS, incluida en la caja recopilatoria Bailando en el alambre) y Obras Públikas (Negra). En su álbum triple Eric Fuentes / Barcelona (BCore Disc, 2014), el compositor catalán Eric Fuentes (vocalista de los desaparecidos The Unfinished Sympathy) incluye una versión de Ataque preventivo de la URSS.

## Discografía

### Álbumes de estudio
- Ataque preventivo de la URSS (Maxisencillo) (Spansuls Records, 1982)
- Chantaje emocional (Álbum) (Ariola, 1983)
- Bailando en el alambre (Maxisencillo) (Ariola, 1984)

### Sencillos
- Ataque preventivo de la URSS (Sencillo) (Ariola, 1983)
- Chantaje emocional / Cruzando el rubicón (Sencillo) (Ariola, 1983)

### Recopilatorios
- Bailando en el alambre (Todo Polanski en 2CD+DVD+Libreto) (Everlasting Records, 2006)